# 桃山学院大学サンダーリングリージョンライオンズ
桃山学院大学サンダーリングリージョンライオンズ（ももやまがくいんだいがくサンダーリングリージョンライオンズ）は、桃山学院大学体育会所属のアメリカンフットボールチームである。1969年、関西学生アメリカンフットボール連盟加盟。

## チーム概要
1969年に関西学生アメフト連盟に加入した桃山学院大学は、同年、一部リーグが7チームから8チームに増加するのに伴い、二部で優勝した同校が一部に昇格することとなった。
しかし、1978年には、入替戦で神戸学院大学に敗れて、二部に降格した。
2014年、Div.2 Bブロックのリーグ戦を全勝優勝し、入替戦でDiv.1 8位の同志社大学を31-14で破り、37年ぶりに一部に復帰した。
2015年は秋季リーグ戦を全敗で終え入替戦に回り、Div.2 Aブロック1位の甲南大学に3-9で敗れ、再び二部に降格した。
2016年、秋季リーグ戦で岡山大学に6-10で敗れ、12年ぶりとなる白星を献上したもののリーグ戦を4勝1敗で終えた。大阪大学と4勝1敗で星取りが並んだが、直接対決で勝利したため、入替戦決定戦に進出した。
入替戦決定戦では近畿大学に3-34で敗れたが、入替戦ではDiv.1 7位の神戸大学と対戦し、14-3で破り、2年ぶりに一部に復帰した。

## チーム名の由来
桃山学院大学アメフト部の愛称であるサンダーリングリージョンライオンズ（Thundering Legion LIONS）は雷軍団の勇者という意味である。ローマ皇帝マルクス・アウレリウス・アントニヌスの時代にキリスト教の兵士たちが祈りを捧げると、相手軍は落雷により兵士を失い、キリスト教の兵士たちは勝利を掴んだといわれていることに由来し、使徒アンデレを守護聖人とする桃山学院大学の愛称としてふさわしい愛称であることに由来する。
ライオンズの意味は百獣の王であるライオンではなく勇者を示している。通称はライオンズである。